# 朱塞佩·摩尔泰尼

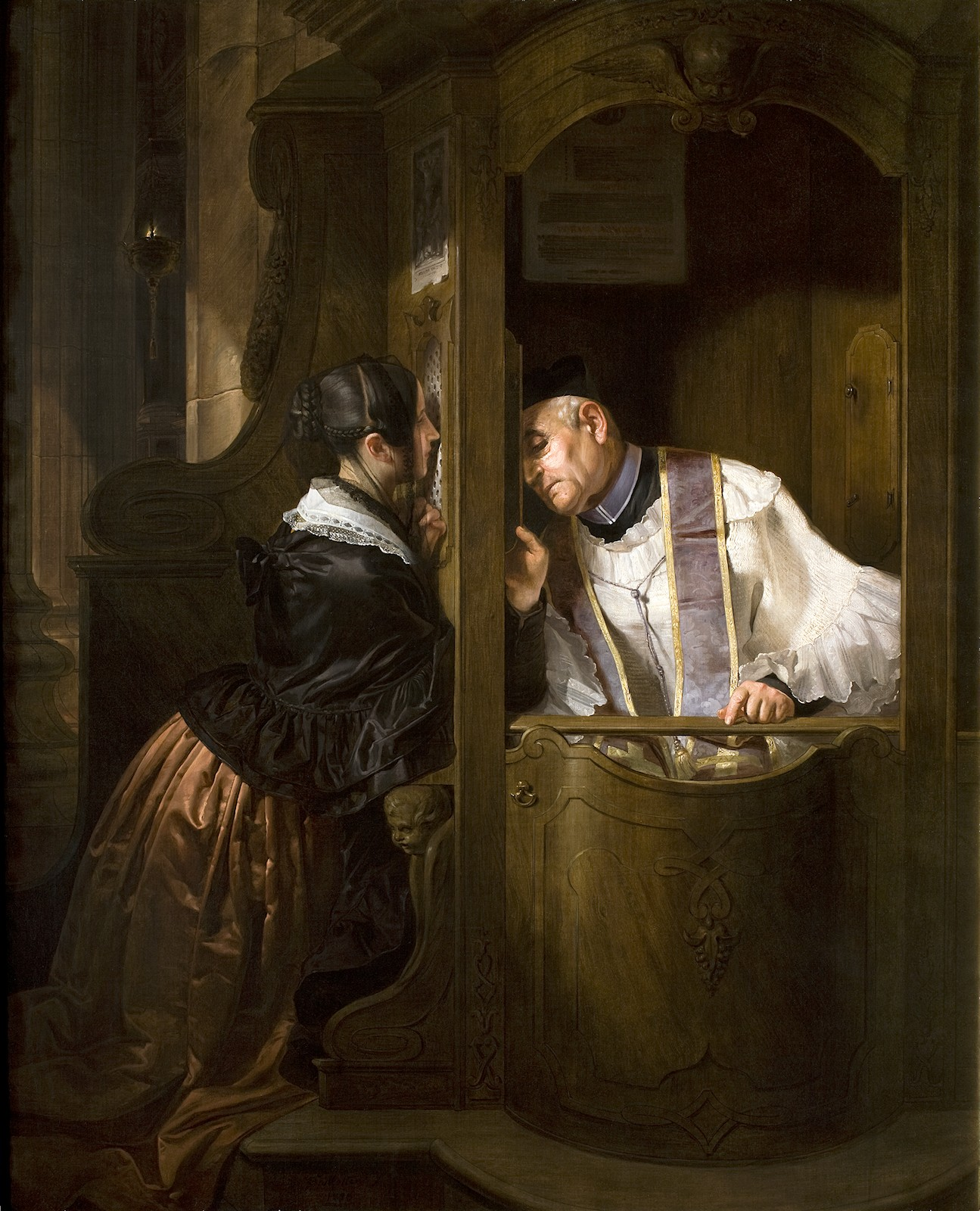
《自白》（La confessione），作于1838年

朱塞佩·摩尔泰尼（Giuseppe Molteni，1800年—1867年），意大利画家。

## 生平
朱塞佩·摩尔泰尼出生于意大利米兰。由于经济原因，摩尔泰尼放弃了在布雷拉学院的学习，在博洛尼亚作为朱塞佩·圭扎尔迪（Giuseppe Guizzardi）学徒修复古画。在他回到米兰后，他成为最抢手的修复师之一。他是卢浮宫和大英博物馆的顾问，是米兰和欧洲出名的收藏家和鉴赏家。他也创作自己的作品，1828年，他开创了肖像画的新风格，特点是华丽服饰和装饰，获得了非凡的成功，达到与弗朗西斯科·哈耶兹相同的高度。